# Anatolij Łukjanow
Anatolij Iwanowicz Łukjanow (ros. Анато́лий Ива́нович Лукья́нов, ur. 7 maja 1930 w Smoleńsku, zm. 9 stycznia 2019 w Moskwie) – radziecki i rosyjski polityk, ostatni przewodniczący Rady Najwyższej ZSRR (1990–1991).

## Życiorys
W 1953 ukończył studia na Wydziale Prawnym Moskiewskiego Uniwersytetu Państwowego, a 1956 aspiranturę na tym wydziale (na którym pracował jako wykładowca), 1961 został kandydatem nauk prawnych. W latach 1961–1976 był starszym referentem i zastępcą kierownika wydziału Prezydium Rady Najwyższej ZSRR, 1976–1977 pracował w aparacie KC KPZR, brał udział w przygotowaniu projektu Konstytucji ZSRR z 1977, następnie w grudniu 1977 wrócił do pracy w Radzie Najwyższej ZSRR i został szefem Sekretariatu Prezydium Rady Najwyższej ZSRR. W styczniu 1983 ponownie przeniesiony do pracy w KC KPZR, w którym został zastępcą kierownika i potem kierownikiem wydziału, 1985 został deputowanym do Rady Najwyższej ZSRR, a 1989 deputowanym ludowym ZSRR. W styczniu 1987 został sekretarzem KC KPZR, we wrześniu 1988 zastępcą członka Biura Politycznego KC KPZR, w marcu 1990 został przewodniczącym Prezydium Rady Najwyższej ZSRR. 29 sierpnia 1991 został aresztowany, był poddawany śledztwu do zwolnienia w grudniu 1992. W grudniu 1993 wybrany deputowanym Dumy Państwowej Federacji Rosyjskiej; później dwukrotnie uzyskał reelekcję. Od czerwca 1997 deputowany Zgromadzenia Parlamentarnego Związku Rosji i Białorusi. Odznaczony Orderem Rewolucji Październikowej, Orderem Czerwonego Sztandaru Pracy i wieloma medalami. Pochowany na Cmentarzu Trojekurowskim w Moskwie.